# Вицорис, Йоргис
Йо́ргис (Жорж) Вицо́рис (греч. Γιώργης Βιτσώρης, фр. George Vitsoris, 1899—1954) — греческий актёр, троцкист-археомарксист и участник французского движения Сопротивления.

## Биография
Член политбюро Археомарксистской организации, Вицорис руководил оппозиционным Димитрису Гиотополосу направлением в археомарксизме, противостоял расколу троцкистов и археомарксистов, а после него остался верным международной левой оппозиции. Посещал Троцкого на Принкипо и во Франции.
Участвовал во французском движении Сопротивления, за что награждён правительством Франции.